# Чемпионат Казахстана по футболу среди женщин 2018
XVIII Чемпионат Казахстана по футболу среди женщин проводился с 29 мая по 20 октября 2018 года. Чемпионский титул снова завоевала команда «БИИК-Казыгурт» (Шымкент).

## Регламент

### Участие лучших команд веврокубках
По состоянию на начало чемпионата квота Казахстана на участие в еврокубках была следующей:
| Место | Турнир                           | Начало выступления     |
| ----- | -------------------------------- | ---------------------- |
| 1-е   | Лига чемпионов УЕФА среди женщин | 1/32 финала            |
| 2-е   | Лига чемпионов УЕФА среди женщин | Квалификационный раунд |

## Турнирная таблица

### Таблица
| М | Команда       | И  | В  | Н | П  | Мячи    | ±   | О  | Примечания                                                     |
| - | ------------- | -- | -- | - | -- | ------- | --- | -- | -------------------------------------------------------------- |
| 1 | БИИК-Казыгурт | 16 | 16 | 0 | 0  | 48 − 3  | +45 | 48 | Клуб участвующий в квалификационном раунде Лиги чемпионов УЕФА |
| 2 | Окжетпес      | 16 | 12 | 0 | 4  | 48 − 11 | +37 | 36 |                                                                |
| 3 | ОДЮСШ №2      | 16 | 8  | 0 | 8  | 31 − 24 | +7  | 24 |                                                                |
| 4 | ДЮСШ №7       | 16 | 2  | 0 | 14 | 4 − 45  | −41 | 6  |                                                                |
| 5 | Намыс         | 16 | 2  | 0 | 14 | 6 − 54  | −48 | 6  |                                                                |

И — игры, В — выигрыши, Н — ничьи, П — проигрыши, Мячи — забитые и пропущенные голы, ± — разница голов, О — очки

## Лучшие Игроки
Лучшая вратарь — Оксана Железняк («БИИК-Казыгурт»)
Лучшая защитница — Бибигуль Нурушева («Окжетпес»)
Лучшая полузащитница — Камила Кульмагамбетова («БИИК-Казыгурт»)
Лучшая нападающия  — Ольга Осипян («Окжетпес»)
Лучшая игрок и бомбардир — Гульнара Габелия («БИИК-Казыгурт»)